# Lettere sull'educazione estetica dell'uomo

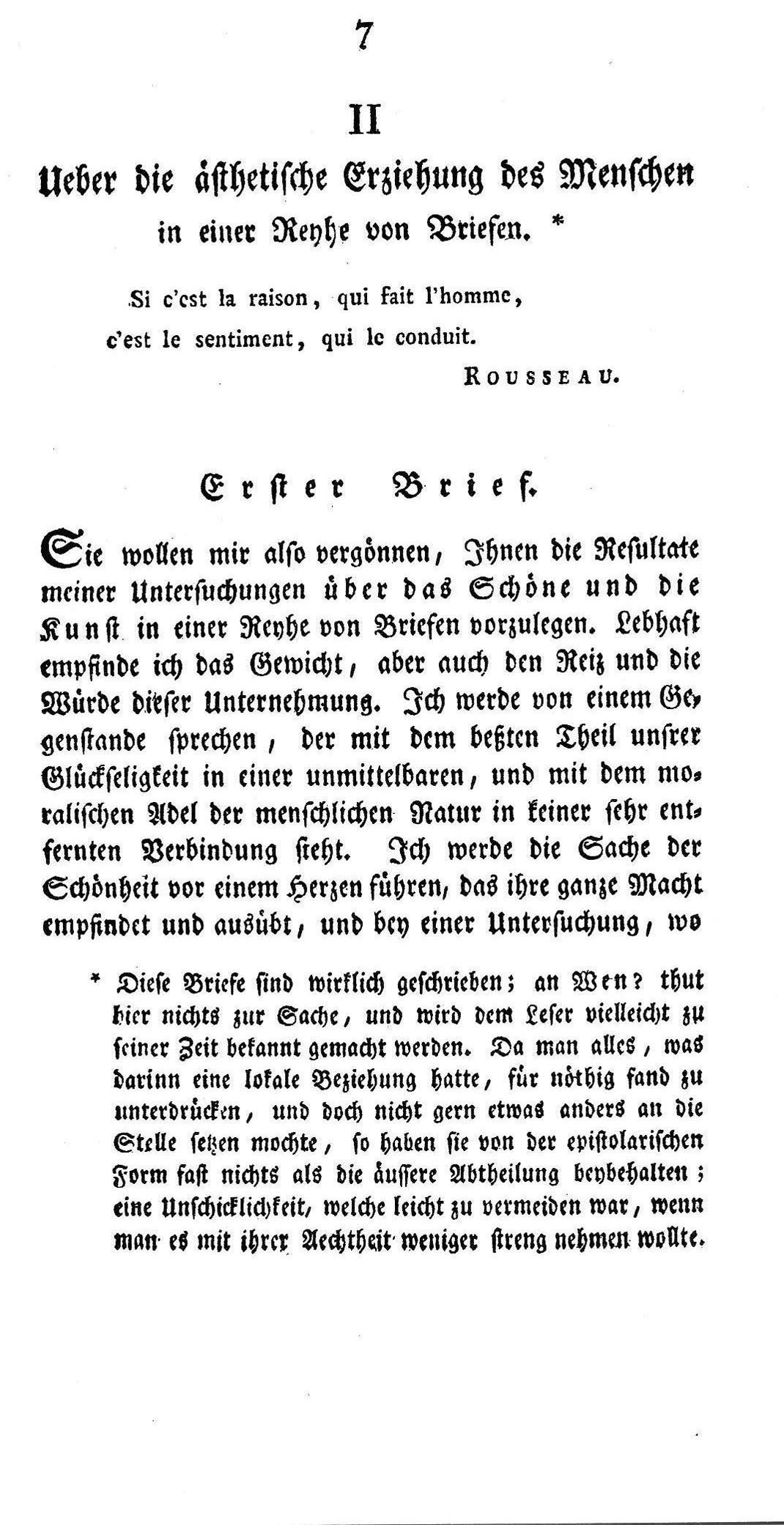

Lettere sull'educazione estetica dell'uomo (Über die ästhetische Erziehung des Menschen) è un'opera filosofica di Friedrich Schiller, pubblicata in forma epistolare nel 1795.
Schiller qui elabora in forma compiuta la sua estetica, nel confronto con Immanuel Kant e la coeva rivoluzione francese. 
Il problema di Schiller è quello dell'armonia delle facoltà umane: attorno alle opposizioni tra imperativo categorico e inclinazione, intelletto e sensibilità - che Kant aveva lasciato dietro di sé dopo la pubblicazione delle sue Critiche - Schiller tesse una serie di altre opposizioni (persona/stato, impulso alla vita/impulso alla forma) prima di proporre la sua conciliazione, che consiste nell'educazione alla bellezza come medium verso l'unità dell'uomo.